# Península Valiente
La península Valiente (o península de las Antillas), es una península sobre las costas del mar Caribe en la comarca Ngäbe-Buglé, en el noroeste de Panamá.
La península sirve de divisoria entre el golfo de los Mosquitos que se encuentra en su lado este, y la denominada laguna de Chiriquí que se encuentra sobre su flanco oeste. En el extremo de la misma se ubica el poblado de Bahía Azul. 